# Gemeinnützige Siedlungsgesellschaft Rote Erde
Die Siedlungsgesellschaft Rote Erde war eine Siedlungsgesellschaft mbH die von 1916 bis 1970 existierte und die Ansiedlung von Landwirten förderte. Die Rote Erde führte insbesondere Siedlungsvorhaben für die Landwirtschaft durch, die durch Flurbereinigungen und andere Bauvorhaben initiiert wurden. Sie siedelte Höfe und Güter aus.

## Geschichte
Die Siedlungsgesellschaft Rote Erde wurde am 3. Juni 1916 in Münster als gemeinnützige Siedlungsgesellschaft gegründet. Rote Erde steht dabei für das Gebiet von Westfalen. Ihre anfängliche Aufgabe war die Schaffung von Wohn- und Arbeitsstellen für Kriegsteilnehmer und Hinterbliebene. Mit der Satzung vom 6. Oktober 1925 gewann die Vermehrung der Hofstellen und die Erweiterung der Landwirtschaft mehr an Bedeutung. 1938 lehnte man die vorgegebene Einheitssatzung des Reichsernährungsministeriums ab, wodurch der Gesellschaft der Status der Gemeinnützigkeit entzogen wurde. Nach dem Zweiten Weltkrieg wurde sie dem Amt für Agrarordnung untergeordnet und bekam durch die Bodenreform und die damit verbundene Verkleinerung von großen Gütern und der Ansiedlung von Ostvertriebenen, eine neue Aufgabe. So wurden im Zeitraum 1948–1965 insgesamt 13.554 ha Siedlungsland erworben und neuen Siedlern zugeführt. 1970 wurde sie mit der "Rheinische Heim GmbH", "Rheinische Heimstätte GmbH" und "Westfälische Lippe Heimstätte GmbH" zur "Landesentwicklungsgesellschaft NRW mbH" fusioniert. Von 2008 bis 2013 firmierte sie unter dem Namen "LEG NRW GmbH" und nennt sich heute: "LEG Immobilien AG".

## Weblink
- LWL